# Прайс, Дерек Джон де Солла
Дерек Джон де Солла Прайс (англ. Derek John de Solla Price; 22 января 1922 — 3 сентября 1983) — британско-американский историк науки.
Родился в Англии, изучал физику и математику в Лондонском университете (окончил в 1942 г.), там же в 1946 г. защитил диссертацию по экспериментальной физике. На протяжении трёх лет преподавал в Сингапуре, а затем вернулся в Англию и защитил в Кембриджском университете вторую диссертацию, по истории науки. В дальнейшем Прайс работал в США как консультант Смитсоновского института и сотрудник Института перспективных исследований, а затем многие годы, вплоть до своей кончины, был профессором истории науки в Йельском университете.
Среди наиболее значительных работ Прайса — книга 1963 года «Малая наука, большая наука» (англ. Little Science, Big Science), заложившая основания современной наукометрии. Ему также принадлежит первая подробная работа об антикитерском механизме — статья «Древнегреческий компьютер» (англ. An ancient Greek computer) в журнале Scientific American (No. 200 (6), 1959).